# Okręgowe rozgrywki w piłce nożnej woj. podlaskiego (2018/2019)
85. Edycja okręgowych rozgrywek w piłce nożnej województwa podlaskiego

Okręgowe rozgrywki w piłce nożnej województwa podlaskiego prowadzone są przez Podlaski Związek Piłki Nożnej, rozgrywane są w trzech ligach z podziałem na grupy. Najwyższym poziomem okręgowym jest IV liga, następnie Klasa Okręgowa oraz Klasa A (2 grupy).
Mistrzostwo Okręgu zdobył KS Wasilków

Okręgowy Puchar Polski zdobyła drużyna Olimpii Zambrów
Drużyny z województwa podlaskiego występujące w centralnych i makroregionalnych poziomach rozgrywkowych:
- Ekstraklasa - Jagiellonia Białystok
- 1 Liga - Wigry Suwałki
- 2 Liga - brak
- 3 Liga, gr.I - Olimpia Zambrów, ŁKS 1926 Łomża, Ruch Wysokie Mazowieckie.

| Rozgrywki                 | Poziomy rozgrywkowe w sezonie 2018/2019 | Poziomy rozgrywkowe w sezonie 2018/2019 | Poziomy rozgrywkowe w sezonie 2018/2019 | Poziomy rozgrywkowe w sezonie 2018/2019 |
| ------------------------- | --------------------------------------- | --------------------------------------- | --------------------------------------- | --------------------------------------- |
| Centralne                 | I poziom ligowy                         | Ekstraklasa                             | Ekstraklasa                             | Ekstraklasa                             |
| Centralne                 | II poziom ligowy                        | I Liga                                  | I Liga                                  | I Liga                                  |
| Centralne                 | III poziom ligowy                       | II Liga                                 | II Liga                                 | II Liga                                 |
| Makroregionalne           | IV poziom ligowy                        | III Liga - 4 grupy                      | III Liga - 4 grupy                      | III Liga - 4 grupy                      |
| Okręgowe (woj. podlaskie) | V poziom ligowy                         | IV Liga                                 | IV Liga                                 | IV Liga                                 |
| Okręgowe (woj. podlaskie) | VI poziom ligowy                        | Klasa Okręgowa                          | Klasa Okręgowa                          | Klasa Okręgowa                          |
| Okręgowe (woj. podlaskie) | VII poziom ligowy                       | Klasa A - gr.I                          | Klasa A - gr.II                         |                                         |

## IV Liga - V poziom rozgrywkowy
Decyzją władz Podlaskiego OZPN drużyna MOSP Białystok została dokooptowana do rozgrywek IV ligi. Stało się tak na skutek zapisu w regulaminie związku art. 17 ustęp 2 uchwały IX/140 z dnia 3 i 7 lipca 2008 roku, dający możliwość startu w IV lidze drużynie w szczególnych przypadkach. W tym przypadku szczególną sytuacją miał być fakt wieloletniego szkolenia młodzieży na wysokim poziomie przez klub.
| Poz. | Drużyna                     | M  | Z  | R | P  | Bramki | Punkty |
| ---- | --------------------------- | -- | -- | - | -- | ------ | ------ |
| 1    | KS Wasilków                 | 32 | 25 | 2 | 5  | 100-26 | 77     |
| 2    | Warmia Grajewo              | 32 | 23 | 6 | 3  | 107-29 | 75     |
| 3    | Wissa Szczuczyn             | 32 | 21 | 1 | 10 | 93-48  | 64     |
| 4    | Promień Mońki               | 32 | 18 | 4 | 10 | 78-47  | 58     |
| 5    | KS Michałowo                | 32 | 17 | 4 | 11 | 68-51  | 55     |
| 6    | Wigry II Suwałki            | 32 | 16 | 7 | 9  | 72-49  | 55     |
| 7    | Sparta 1951 Szepietowo      | 32 | 16 | 7 | 9  | 81-51  | 55     |
| 8    | Tur Bielsk Podlaski (s)     | 32 | 16 | 3 | 13 | 56-43  | 51     |
| 9    | MOSP Białystok (b)          | 32 | 13 | 4 | 15 | 44-51  | 43     |
| 10   | Dąb Dąbrowa Białostocka     | 32 | 12 | 5 | 15 | 48-66  | 41     |
| 11   | Biebrza Goniądz             | 32 | 11 | 7 | 14 | 37-57  | 40     |
| 12   | Sparta Augustów             | 32 | 11 | 3 | 18 | 55-71  | 36     |
| 13   | Hetman Białystok (b)        | 32 | 11 | 3 | 18 | 52-63  | 36     |
| 14   | Cresovia Siemiatycze        | 32 | 9  | 7 | 16 | 35-55  | 34     |
| 15   | MKS Mielnik                 | 32 | 10 | 4 | 18 | 47-101 | 34     |
| 16   | KS Śniadowo (b)             | 32 | 3  | 4 | 25 | 48-128 | 13     |
| 17   | Magnat Juchnowiec Kościelny | 32 | 3  | 3 | 26 | 37-122 | 12     |

- Wigry II Suwałki wycofały się z rozgrywek po zakończeniu sezonu.

## Klasa Okręgowa - VI poziom rozgrywkowy
| Poz. | Drużyna                   | M  | Z  | R | P  | Bramki | Punkty |
| ---- | ------------------------- | -- | -- | - | -- | ------ | ------ |
| 1    | Sokół 1946 Sokółka        | 30 | 24 | 1 | 5  | 84-27  | 73     |
| 2    | Krypnianka Krypno         | 30 | 22 | 3 | 5  | 88-37  | 69     |
| 3    | Rudnia Zabłudów           | 30 | 20 | 4 | 6  | 67-32  | 64     |
| 4    | Pomorzanka Sejny          | 30 | 16 | 6 | 8  | 62-33  | 54     |
| 5    | Orzeł Kolno (s)           | 30 | 16 | 5 | 9  | 70-52  | 53     |
| 6    | Czarni Czarna Białostocka | 30 | 11 | 9 | 10 | 49-45  | 42     |
| 7    | Puszcza Hajnówka          | 30 | 12 | 4 | 14 | 57-53  | 40     |
| 8    | Piast Białystok           | 30 | 12 | 4 | 14 | 63-64  | 40     |
| 9    | KS UM Krynki (b)          | 30 | 10 | 8 | 12 | 44-60  | 38     |
| 10   | Kora Korycin              | 30 | 9  | 8 | 13 | 59-62  | 35     |
| 11   | Hetman Tykocin            | 30 | 10 | 4 | 16 | 50-82  | 34     |
| 12   | Korona Dobrzyniewo Duże   | 30 | 10 | 4 | 16 | 49-76  | 34     |
| 13   | Polonia Raczki (b)        | 30 | 8  | 5 | 17 | 44-75  | 29     |
| 14   | Kolejarz Czeremcha (b)    | 30 | 7  | 6 | 17 | 48-66  | 27     |
| 15   | Jasion Jasionówka         | 30 | 7  | 4 | 19 | 36-72  | 25     |
| 16   | LZS Narewka               | 30 | 7  | 3 | 20 | 28-62  | 24     |

- LZS Narewka wycofał się z rozgrywek po 16 kolejce.

## Klasa A - VII poziom rozgrywkowy
W sezonie 2018/19 nastąpiła reorganizacja rozgrywek z III grup klasy A powstały II grupy.
Grupa I
| Poz. | Drużyna                     | M  | Z  | R | P  | Bramki | Punkty |
| ---- | --------------------------- | -- | -- | - | -- | ------ | ------ |
| 1    | Orlęta Czyżew (s)           | 22 | 19 | 2 | 1  | 63-19  | 59     |
| 2    | Unia Ciechanowiec           | 22 | 14 | 3 | 5  | 46-23  | 45     |
| 3    | Żubr Drohiczyn (s)          | 22 | 14 | 2 | 6  | 61-33  | 44     |
| 4    | Bocian Boćki                | 22 | 14 | 2 | 6  | 46-24  | 44     |
| 5    | Tur II Bielsk Podlaski      | 22 | 12 | 4 | 6  | 48-25  | 40     |
| 6    | Husar Nurzec                | 22 | 12 | 1 | 9  | 40-26  | 37     |
| 7    | Cresovia II Siemiatycze (b) | 22 | 8  | 3 | 11 | 25-32  | 27     |
| 8    | Iskra Narew                 | 22 | 7  | 3 | 12 | 37-43  | 24     |
| 9    | Iskra Wyszki                | 22 | 7  | 2 | 13 | 26-46  | 23     |
| 10   | Gryf-Czarni Gródek          | 22 | 7  | 0 | 15 | 35-58  | 21     |
| 11   | GKP Orla                    | 22 | 5  | 3 | 14 | 33-48  | 18     |
| 12   | Orzeł Kleszczele            | 22 | 0  | 1 | 21 | 6-89   | 1      |

- Orzeł Kleszczele wycofał się z rozgrywek po rundzie jesiennej.

Grupa II
| Poz. | Drużyna                        | M  | Z  | R | P  | Bramki | Punkty |
| ---- | ------------------------------ | -- | -- | - | -- | ------ | ------ |
| 1    | KS Grabówka                    | 22 | 20 | 0 | 2  | 117-14 | 60     |
| 2    | Narew Choroszcz                | 22 | 18 | 1 | 3  | 76-20  | 55     |
| 3    | GKS Stawiski                   | 22 | 16 | 1 | 5  | 68-32  | 49     |
| 4    | Orzeł Tykocin                  | 22 | 11 | 2 | 9  | 54-33  | 35     |
| 5    | Pogranicze Kuźnica Białostocka | 22 | 11 | 1 | 10 | 52-48  | 34     |
| 6    | KS Sokoły                      | 22 | 11 | 1 | 10 | 45-55  | 34     |
| 7    | Pasja Kleosin                  | 22 | 11 | 0 | 11 | 40-40  | 33     |
| 8    | Jastrząb Knyszyn (b)           | 22 | 9  | 2 | 11 | 34-39  | 29     |
| 9    | Supraślanka Supraśl            | 22 | 9  | 2 | 11 | 29-40  | 29     |
| 10   | Sudovia Szudziałowo            | 22 | 5  | 1 | 16 | 28-78  | 16     |
| 11   | Grab Janówka                   | 22 | 4  | 0 | 18 | 23-101 | 12     |
| 12   | Znicz Suraż                    | 22 | 1  | 1 | 20 | 15-81  | 4      |

- Po sezonie z rozgrywek wycofał się Orzeł Tykocin, natomiast Znicz Suraż został przeniesiony do I grupy.

## Puchar Polski - rozgrywki okręgowe
Finał 29 maja 2019r., Stadion Miejski w Białymstoku

Warmia Grajewo : Olimpia Zambrów 1:4

## Źródła
- Strona oficjalna Podlaskiego Związku Piłki Nożnej
- Portal 90minut.pl